# Steve Passeur

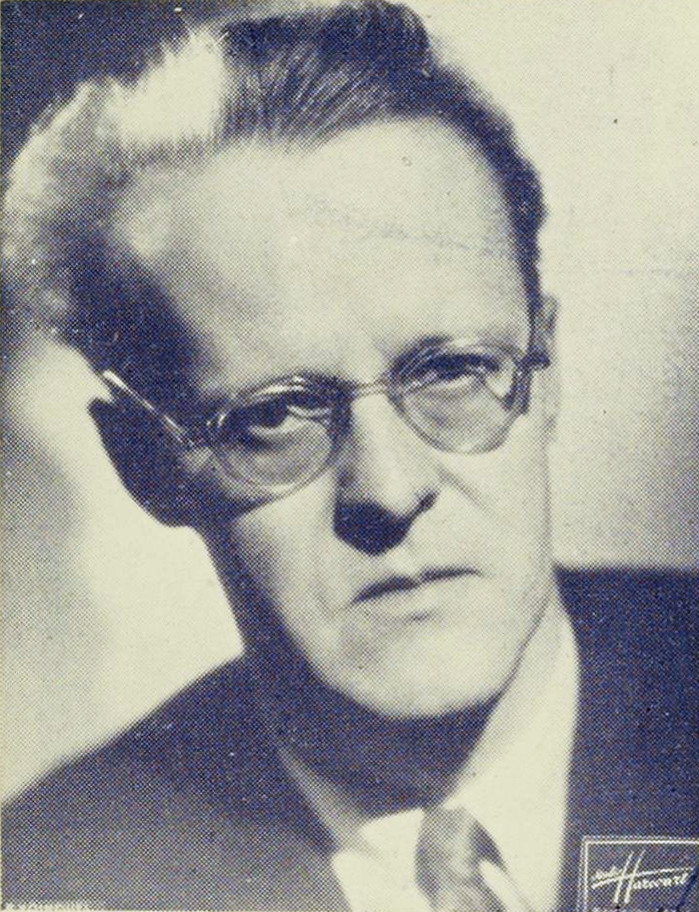
Retrato de Steve Passeur, dramaturgo e roteirista francês, tirado pelo Studio Harcourt em 1942. A imagem mostra Passeur aos 34 anos, em um momento crucial de sua carreira, quando já havia escritas várias peças de sucesso e estava começando a se destacar como roteirista. A escolha do Studio Harcourt para realizar o retrato indica o reconhecimento que Passeur já havia conquistado na indústria cinematográfica francesa.

Steve Passeur (Sedan, 24 de Setembro de 1899 - Paris, 12 de Outubro de 1966), cujo nome verdadeiro era Étienne Morin, foi um dramaturgo e cenógrafo francês. Suas peças eram baseadas em personagens singularmente cínicos. Antes de 1941 Steve Passeur era considerado como um autor de avant-garde e dividiu o palco com Louis Jouvet, Charles Dullin, Georges Pitoëff e Ludmilla Pitoëff.
Foi casado com a comediante Renée Passeur.

## Teatro
Dramaturgia
- La maison ouverte, peça em três atos, 1925
- La Traversée de Paris à la nage, Paris, 1925
- Un bout de fil coupé en deux, 1925
- Pas encore, Paris, Atelier, 1927
- Le Nord-Sud de 10h12, 1927
- A quoi penses-tu ?,  Paris, Atelier, 1928
- Le Refuge du prophète, 1928
- Tranquillité, 1928
- Suzanne, comédia em três atos. Paris, 1929
- L'Acheteuse, 1930
- La chaîne, peça em três atos, 1931
- Défense d'afficher, 1931
- Les Tricheurs, peça em três atos. Paris, Théâtre de l'Atelier, 1932
- Une vilaine femme, peça em três atos, 1933
- Quand le vin est tiré, 1933
- L'Amour gai, comédia em três atos, 1934
- Je vivrai un grand amour, 1935
- Dieu sait pourquoi, 1935
- Le pavillon brûle, 1935
- Le Témoin, peça em três atos, 1936
- Un train à prendre, 1936
- Le Château de cartes, 1937
- La Pêche aux flambeaux, 1937
- Réflexion faite, 1939
- Le Paradis perdu, 1941
- Marché noir, 1941
- La Traîtresse, 1946
- Le Vin du souvenir, 1947
- 107', comédia em três atos. Bruxelas, Palais des beaux-arts, 1948
- Une vilaine femme, Paris, Théâtre de l'Oeuvre, 1952
- N'importe quoi pour elle, peça em três atos. Paris, Théâtre Gramont, 1954

## Filmografia
Cenógrafo e roteirista
- 1932: Suzanne, de Léo Joannon
- 1932: Panurge de Michel Bernheim
- 1936: Port-Arthur, de Nicolas Farkas
- 1936: Nitchevo, de Jacques de Baroncelli
- 1937: Feu !, de Jacques de Baroncelli
- 1937: Un grand amour de Beethoven, de Abel Gance
- 1938: J'accuse, de Abel Gance
- 1938: La Tragédie impériale, de Marcel L'Herbier
- 1939: Entente cordiale, de Marcel L'Herbier
- 1939: Louise, de Abel Gance
- 1939: L’esclave blanche, de Marc Sorkin
- 1940: Paradis perdu, de Abel Gance
- 1941: Vénus aveugle, de Abel Gance
- 1941: Le pavillon brûle, de Jacques de Baroncelli
- 1943: Le Capitaine Fracasse, de Abel Gance
- 1944: Graine au vent, de Maurice Gleize
- 1949: Mademoiselle de La Ferté, de Roger Dallier
- 1961: Le Jeu de la vérité, de Robert Hossein